# Christoffer Lorentz von Stapelmohr
Christopher Lorentz von Stapelmohr (född Stapelmohr), född 13 mars 1711 i Linköping, död 27 september 1782, var överdirektör vid Stora Sjötullen. 

## Biografi
von Stapelmohr var son till regementsfältskären vid Östgöta kavalleri, Rudolph Stapelmohr. Han studerade från 1726 vid Uppsala Akademi och tog examen den 18 juni 1730 vid filosofiska fakulteten. 
År 1731 auskulterade von Stapelmohr i Göta hovrätt och blev samma år vice häradshövding. Han blev 1735 extra kanslist och sedan registrator vid Generaltullarrendesocietetens fullmäktiges kansli. År 1742 utnämndes han till Justitieombudsman och samma år till överinspektör vid Landtullarna och acciserna i Göteborg och till samma syssla vid Sjötullen 1746. von Stapelmohr blev överdirektör vid "stora Sjö- och Gränse Tullarna i Swerie och Finland, samt Licenterna i Pommern och Wismar” 1755.  Han adlades 1756 på Stockholms slott av konung Adolf Fredrik med namnet von Stapelmohr, och introducerades på Riddarhuset 1776 9/5 med nummer 2036.    
von Stapelmohr gifte sig 1736 med Charlotta Magdalena Meijer, som emellertid kort därefter avled. 1745 ingick han åter äktenskap med Maria Lucretia von Dittmer i Göteborg. Hon var född 1726 och dotter till majoren Herman Dittmer och hans hustru Anna Oldekop. Med Maria, ”känd som charmant värdinna i hans hem, men fruktad för sina satiriska infall", fick han bland andra Anna Charlotta, som blev maka till Elis Schröderheim.  
Familjen von Stapelmohrs hus var beläget intill källaren Freden vid Österlånggatan i det så kallade Stora Sjötullshuset (kvarteret Argus, nya nr 7), som revs 1935. Det beskrevs av författaren Crusenstolpe, vars far hade nära förbindelser med Schröderheims, som ett av de yppigaste och tillika ett av de trevligaste, ett av de mest bildade hus, som funnits i Stockholm under de sista åren av Lovisa Ulrikas regering och de första tolv av Gustaf III:s. De ofantliga inkomster, Kristofer von Stapelmohr skördade i egenskap av överdirektör vid stora sjö- och gränsetullarna i Sverige och Finland samt licenterna i Pommern och Wismar, satte honom i stånd att tillfredsställa sin egen och sin hustrus (i senare giftet), Maria Lucretia Dittmers böjelse för gästvänlighet, umgängesliv och nöjen.". Bellman, som flitigt umgicks i överdirektörens hem, tillägnade en av sina äldre epistlar, nr. l6 (’Fader Bergström, fingra ditt oboe, blås!’) till von Stapelmohr.  
von Stapelmohr avled 1782 (24/9) av ”slag” i ”huset nr. 134 vid Österlånggatan och begravdes den 1 oktober av baron Taube i  Nicolai församling. Hans bouppteckning  uppräknar en mängd dyrbara mobilier, från silver och ostindiskt porslin till turkiska mattor m mm.